# NIFLチャンピオンシップ
NIFLチャンピオンシップ（英語: Northern Ireland Football League Championship）は、北アイルランドの最上位サッカーリーグであるNIFLプレミアシップの1つ下のディビジョン（2部リーグ）である。アイリッシュ・フットボールリーグがプレミアディビジョンとファーストディビジョンで構成されていた1995年から2003年の間は実質的に3部相当だった。過去にはベルファスト・テレグラフが冠スポンサーに付いていた。
優勝チームはNIFLプレミアシップに自動昇格するが、クラブライセンスを取得できなかった場合は2位から6位のうち、クラブライセンスを取得できた最上位チームがプレミアシップ最下位チームと入れ替え戦を行う。2位チームはプレミアシップで下から2番目のチームと入れ替え戦を行うが、クラブライセンスを取得できなかった場合は代わりに3位から6位のうち、クラブライセンスを取得できた最上位チームが入れ替え戦に出場する。

## 概要
1951年にアイリッシュリーグ・Bディビジョンとして創設され、1977年にアイリッシュリーグ・Bディビジョン・セクション1、1999年にアイリッシュリーグ・セカンドディビジョンに改称された。
1890年に創設された最上位リーグのアイリッシュ・フットボールリーグは下位リーグとの間で昇格や降格は行われなかった。1995年から2003年までのアイリッシュ・フットボールリーグはプレミアディビジョンとファーストディビジョンの2部制で構成され、両ディビジョン間で入れ替えが行われたが、下位リーグとの入れ替えは行われなかった。2003年にアイリッシュ・フットボールリーグの改編が行われ、プレミアディビジョンがアイリッシュ・プレミアリーグに改称されると、アイリッシュリーグ・セカンドディビジョンはアイリッシュリーグ・ファーストディビジョンに改称された。アイリッシュリーグ・ファーストディビジョンはプレミアリーグへの昇格を逃したアイリッシュ・フットボールリーグ・ファーストディビジョンの4チームとアイリッシュリーグ・セカンドディビジョンから昇格した8チームによる合計12チームで構成された。2003-04シーズンから上位リーグ、下位リーグとの間で入れ替え（昇格・降格）が行われるようになった。
2004年にIFAインターミディエイトリーグ・ファーストディビジョンに改称された。
2008年、IFAインターミディエイトリーグに所属していたチームによってプレミア・インターミディエイトリーグが創設されたが、IFAチャンピオンシップに改称された。
2009年、IFAチャンピオンシップはIFAチャンピオンシップ1（2部リーグ）とIFAチャンピオンシップ2（3部リーグ）に拡張された。2013年にNIFLチャンピオンシップ1、2016年にNIFLチャンピオンシップに改称された。

## リーグ名称
- 1951-1977 アイリッシュリーグ・Bディビジョン (Irish League B Division)
- 1977-1999 アイリッシュリーグ・Bディビジョン・セクション1 (Irish League B Division Section 1)
- 1999-2003 アイリッシュリーグ・セカンドディビジョン (Irish League Second Division)
- 2003-2004 アイリッシュリーグ・ファーストディビジョン (Irish League First Division)
- 2004-2008 IFAインターミディエイトリーグ・ファーストディビジョン (Irish Football Association Intermediate League First Division)
- 2008-2009 IFAチャンピオンシップ (Irish Football Association Championship)
- 2009-2013 IFAチャンピオンシップ1 (Irish Football Association Championship 1)
- 2013-2016 NIFLチャンピオンシップ1 (Northern Ireland Football League Championship 1)
- 2016- NIFLチャンピオンシップ (Northern Ireland Football League Championship)

## 歴代優勝クラブ
出典

### アイリッシュリーグ・ファーストディビジョン
| シーズン | 優勝       |
| -------- | ---------- |
| 2003-04  | ラフゴール |

### IFAインターミディエイトリーグ・ファーストディビジョン
| シーズン | 優勝               |
| -------- | ------------------ |
| 2004-05  | アーマー・シティ   |
| 2005-06  | クルセイダーズ     |
| 2006-07  | インスティテュート |
| 2007-08  | ラフゴール         |

### IFAチャンピオンシップ1
2008-09シーズンのリーグ名称はIFAチャンピオンシップ。
| シーズン | 優勝                         |
| -------- | ---------------------------- |
| 2008-09  | ポータダウン                 |
| 2009-10  | ラフゴール                   |
| 2010-11  | キャリック・レンジャーズ     |
| 2011-12  | バリナマラード・ユナイテッド |
| 2012-13  | アーズ                       |

### NIFLチャンピオンシップ1
| シーズン | 優勝                     |
| -------- | ------------------------ |
| 2013-14  | インスティテュート       |
| 2014-15  | キャリック・レンジャーズ |